# دونا قاولد
دونا قاولد (بالإنجليزية: Donna Gould)‏ هي دراجة أسترالية، ولدت في 10 يونيو 1966.

## وصلات خارجية
- دونا غولد على موقع الاتحاد الدولي لألعاب القوى (الإنجليزية)
- دونا غولد على موقع النتائج التاريخية لألعاب القوى الأسترالية (الإنجليزية)
- دونا غولد على موقع إحصائيات الدراجات الإحترافية (الإنجليزية)
- دونا غولد على موقع أوليمبيديا (الإنجليزية)
- دونا غولد على موقع اللجنة الأولمبية الأسترالية (الإنجليزية)